# Оньедика, Рафаэль
Рафаэль Оньедика Нвадике (англ. Raphael Onyedika Nwadike; род. 19 апреля 2001, Имо) — нигерийский футболист, полузащитник клуба «Брюгге».

## Клубная карьера
Оньедика начал карьеру в клубе «Эбедей». В 2019 году Рафаэль подписал контракт с датским «Мидтьюлланном», где начал выступать за молодёжный состав. В 2020 году Оньедика для получения игровой практики на правах аренды перешёл во «Фредерисию». 13 сентября в матче против «Колдинга» он дебютировал в Первом дивизионе Дании. В этом же поединке Рафаэль забил свой первый гол за «Фредерисию». По окончании аренды Оньедика вернулся в «Мидтьюлланн». 16 июля 2021 года в матче против «Оденсе» он дебютировал в датской Суперлиге. 28 июля в отборочном поединке Лиги чемпионов против шотландского «Селтика» Рафаэль забил свой первый гол за «Мидтьюлланн». В 2022 года он помог клубу завоевать Кубок Дании.
28 августа 2022 года Оньедика перешёл в бельгийский «Брюгге», подписав пятилетний контракт на сумму трансфера в 9 млн евро.

## Карьера в сборной
27 сентября 2022 года Оньедика дебютировал за сборную Нигерии в матче против Алжира.

## Достижения
«Мидтьюлланн»
- Обладатель Кубка Дании: 2021/22